# Sybra illaesa
Sybra illaesa là một loài bọ cánh cứng trong họ Cerambycidae.